# Waterskiën op de Middellandse Zeespelen 2009
Waterskiën is een van de sporten die beoefend werden tijdens de Middellandse Zeespelen 2009 in Pescara, Italië. Er waren zes onderdelen: drie voor mannen, drie voor vrouwen.

## Uitslagen

#### Mannen
| Event     | Goud             | Goud       | Zilver              | Zilver    | Brons            | Brons     |
| --------- | ---------------- | ---------- | ------------------- | --------- | ---------------- | --------- |
| Slalom    | Luzzeri Matteo   | 12,00 ptn  | Jean Baptiste Faisy | 12,00 ptn | George Hatzis    | 12,00 ptn |
| Figuren   | Alexandre Poteau | 10.080 ptn | Matteo D'Alberto    | 9360 ptn  | Nikolaos Plytas  | 7840 ptn  |
| Wakeboard | Giuliano Molli   | 65,11 ptn  | Lucas Langlois      | 57,12 ptn | Riccardo Santori | 56,45 ptn |

#### Vrouwen
| Event     | Goud              | Goud      | Zilver            | Zilver    | Brons                 | Brons     |
| --------- | ----------------- | --------- | ----------------- | --------- | --------------------- | --------- |
| Slalom    | Anais Amade       | 12,00 ptn | Clementine Lucine | 12,00 ptn | Evdokia Liakou        | 12,00 ptn |
| Figuren   | Clementine Lucine | 8220 ptn  | Iris Cambray      | 7780 ptn  | Angeliki Andriopoulou | 5540 ptn  |
| Wakeboard | Ginevra Gentile   | 53,56 ptn | Lauriane Masson   | 50,78 ptn | Giulia Pronesti       | 26,56 ptn |

## Medaillespiegel
| Plaats | Land        | Goud | Zilver | Brons | Totaal |
| 1      | Frankrijk   | 3    | 5      | 0     | 8      |
| 2      | Italië      | 3    | 1      | 2     | 6      |
| 3      | Griekenland | 0    | 0      | 4     | 4      |
| Totaal | Totaal      | 6    | 6      | 6     | 18     |

2009 · 2013 · 2018
Atletiek · Basketbal · Bocce · Boksen · Gewichtheffen · Golf · Gymnastiek · Handbal · Judo · Kanovaren · Karate · Paardensport · Roeien · Schermen · Schietsport · Tafeltennis · Tennis · Voetbal · Volleybal · Waterpolo · Waterskiën · Wielersport · Worstelen · Zeilen · Zwemmen